# The Age of Steel
"The Age of Steel" é o sexto episódio da segunda temporada da série britânica de ficção científica Doctor Who. Exibido pela primeira vez em 20 de maio de 2006 na British Broadcasting Corporation (BBC), o episódio foi dirigido por Graeme Harper e escrito por Tom MacRae. "The Age of Steel" é a segunda parte de uma história divida em duas partes, sendo "Rise of the Cybermen" seu episódio complementar.
No episódio, que se passa em uma Londres de um universo paralelo, o Doutor—um alien viajante do tempo interpretado por David Tennant—e seus companheiros Rose Tyler (Billie Piper) e Mickey Smith (Noel Clarke), junto de um grupo de pessoas conhecidas como "os Pregadores", tentam impedir John Lumic, que planeja transformar toda a população do mundo em Cybermen.

## Enredo
O episódio começa imediatamente após os eventos de "Rise of the Cybermen". Os Cybermen cercaram o Doutor, Rose, Mickey, e os Pregadores, então o Doutor usa a célula de energia de recarga da TARDIS para sobrecarregar os Cybermen, desintegrando-os. Junto de Pete Tyler, o grupo escapa, mas Jackie é capturada e dada como morta. Durante a fuga, Pete explica aos Pregadores que ele é Gemini, a fonte secreta de informações sobre Lumic, e que ele achava que ele se comunicava com a polícia. De dentro de seu zepelim, que está voando, Lumic ordena que os Cybermen ativem os EarPods para controlar o povo de Londres e levá-los para a conversão.
Quando eles chegam em Londres, o grupo encontra o zepelim de Lumic ancorado perto da estação de energia e vão em direção a ele. No caminho, Ricky é morto pelos Cybermen enquanto tentava escalar uma cerca para se juntar a Mickey. Ao chegarem lá, o Doutor examina a estação de energia e determina que eles devem destruir o transmissor EarPod localizado no zepelim. Eles se dividem: Mickey e Jake vão em direção ao zepelim, Pete e Rose se passam por seres humanos controlados pelos EarPods e o Doutor e a Sra. Moore tentam encontrar um caminho para chegarem até Lumic. Pete e Rose são capturados pelos Cybermen quando Jackie, agora convertida os vê. A Sra. Moore é morta por um Cyberman, mas o Doutor descobre que cada unidade contém um inibidor de emoções para que seu lado humano não tome o controle e então supõe que, ao desativar o sinal de tais inibidores, os humanos ao perceberem o que se tornaram irão morrer. Ele é capturado e levado para onde Lumic está.
Na sala de Lumic, o Doutor descobre que os Cybermen capturaram Pete e Rose e forçando Lumic a se transformar em um Cyberman. Enquanto isso, Mickey e Jake desativam com sucesso o transmissor do zepelim, fazendo com que os seres humanos que estão prestes a serem convertidos fujam. O Doutor tenta argumentar com Lumic para que o mesmo pare com suas conversões, mas ele afirma que os Cybermen irão transformar a humanidade à força. O Doutor, através da câmera de vigilância no escritório de Lumic, discretamente se comunica com Mickey no zepelim pedindo para que ele encontre o código que desabilita o inibidor. Mickey localiza o código no computador e o envia para o telefone de Rose. O Doutor conecta o telefone no sistema, fazendo com que o sinal seja interrompido e levando o exército de Cybermen ao desespero. As instalações começam a pegar fogo e o grupo foge para o zepelim, deixando Lumic para que morra. No entanto, eles percebem que ele está logo atrás deles, então Pete usa a chave de fenda sônica do Doutor para cortar a escada e Lumic caí na fábrica que explode.
O Doutor, Rose e Mickey retornam com Jake e Pete para a TARDIS que está morta, onde o Doutor conecta a célula de energia recarregada e a revive. Rose revela à Pete que ela é sua filha de um universo paralelo. Um Pete oprimido recusa a oferta de embarcar na TARDIS feita por Rose e se afasta dela, fazendo-a chorar. Mickey decide que vai ficar no universo paralelo para ajudar a cuidar de sua avó e para ajudar os Pregadores a deterem os Cybermen restantes. Após a TARDIS se desmaterializar, Mickey e Jake planejam destruir uma fábrica das Indústrias Cybus em Paris.

## Exibição e recepção
O episódio foi exibido pela primeira vez em 20 maio de 2006 pelo canal BBC One quando foi assistido por 7,6 milhões de pessoas, o que levou Doctor Who a ser o décimo quinto programa com mais telespectadores da semana. "The Age of Steel" obteve um índice de aprovação de 86% por parte do público.
O fato de Mickey ter se tornado independente foi elogiado por Ahsan Haque, crítico da IGN. No entanto, ele disse que a história dos Cybermen foi uma "decepção", apenas fazendo "o que manda o figurino" para conseguir um episódio cheio de ação e também criticou as diversas cenas em que são usadas ideias de outras obras de ficção científica, dizendo que "The Age of Steel" foi "divertido", mas que pareceu familiar "um pouco demais". Escrevendo para a Slant Magazine, Ross Ruediger elogiou a personagem Sra. Moore, dizendo que ela é um personagem bem escrita e interpretada e por isso sua morte pareceu um momento "duro, frio e errado." Ruediger também comentou que os Cybermen perderam sua essência ao se tornarem rudes, afirmando que devido a isso os Cybermen da década de 1980 "foram, sem dúvida, muitíssimos mais divertidos de assistir".